# Курдяев, Андрей Леонидович
Андре́й Леони́дович Курдя́ев (1962—1981) — один из самых успешных советских воров-карманников, прославился тем, что 28 июля 1981 года украл бриллиантовую брошь у дочери Генерального секретаря ЦК КПСС Леонида Брежнева Галины.

## Биография
Андрей Курдяев родился в 1962 году в Киеве в семье известного советского циркового артиста Леонида Курдяева. Начиная с пяти лет отец учил его различным трюкам, подготавливая тем самым себе смену. Андрей имел удивительный дар — необычайную гибкость. В 1974 году Леонид Курдяев, выполняя трюк, упал с большой высоты и повредил себе позвоночник. После этого Андрей остался без присмотра. Дворовая криминальная компания заменила ему семью. Именно тогда его заметил известный киевский вор-карманник по прозвищу «Лёня Смык». Он взял Андрея Курдяева под опеку и стал учить его мастерству карманника. Впоследствии Курдяев расскажет следователям:
... Лёня Смык научил меня ремеслу щипача. Но затем я разработал собственную технику карманных краж. Потом Лёню Смыка арестовали, и я, опасаясь ареста, уехал в Москву, где добывал деньги мелкими кражами и фокусами «на спор»...
Вскоре после своего приезда в Москву, на пляже в Серебряном бору Курдяев познакомился с дочерью крупного работника Госплана СССР Ингой Соловей. Он представился ей артистом бродячего цирка, вынужденным скрываться от влиятельных врагов, потому что те хотели использовать его уникальные таланты в своих личных целях. Андрей водил Ингу по ресторанам, валютным барам. Во время одного из таких походов в ресторан Курдяев показал ей своё мастерство, ловко вытащив на её глазах у сидевшего за соседним столиком человека бумажник, забрав часть денег и столь же ловко положив его обратно в карман соседа. Всё это произвело сильное впечатление на девушку из благополучной семьи, и вспыхнул бурный роман.

### Кража у Галины Брежневой
28 июля 1981 года Андрей Курдяев и Инга Соловей отправились на так называемый «ночник» (ночную вечеринку) в усадьбе Архангельское Московской области. Среди приглашённых там была и дочь Генерального секретаря ЦК КПСС Леонида Брежнева Галина. В те годы она была известна как заядлая любительница бриллиантовых украшений. В этот раз среди надетых на неё украшений была уникальная бриллиантовая брошь, которую, по слухам, она позаимствовала из Гохрана СССР (или из Алмазного фонда). Курдяев ловко украл её у Галины Брежневой. Также ещё несколько влиятельных гостей пожаловались на пропажу принадлежащих им вещей.
Находившийся в тот момент на «ночнике» вор в законе Николай Резунов по прозвищу «Коля Босяк» мгновенно вычислил работающего карманника и, выведя его в подсобное помещение, попытался урезонить. Испугавшись разоблачения, Курдяев ударил его ножом в грудь. Раненый Резунов выскочил в окно и бросился бежать в сторону забора усадьбы, но Курдяев догнал его и добил. После этого он вернулся в усадьбу, забрал Ингу и ушёл.
Многие считали, что Курдяев отрабатывал чей-то заказ. Однако на все вопросы об этом вор мгновенно замыкался. Впоследствии следователь Аркадий Чернов расскажет:
...У меня сложилось такое впечатление, что он кого-то или чего-то сильно боится... Курдяев отвечал на вопросы односложно...

## Арест и следствие
Дело вызвало большой переполох в правоохранительных органах, которые были вынуждены, ввиду высокого положения потерпевших, работать в авральном режиме. Вскоре Курдяева вычислили. Несмотря на то, что он предпринял меры собственной безопасности — при встречах с Ингой носил женскую одежду, парик, макияж, он был арестован. При аресте Курдяев попытался оказать сопротивление — пытался ударить ножом сотрудника милиции, но безуспешно.
На первом же допросе Андрей Курдяев признался во всех совершённых преступлениях, за исключением кражи броши. Через две недели после ареста контролёр Бутырской тюрьмы обнаружил Курдяева мёртвым в своей камере. Официальной версией смерти карманника являлось самоповешение. Однако многие до сих пор сомневаются в том, что Курдяев повесился сам.